# HK G41
HK G41 — немецкий автомат, созданный на основе автоматической винтовки HK G3 для замены HK 33. Войсковые испытания автомата начались в 1979 году, а в 1981 году G41 пошёл в ограниченное производство, но уже в 1989 году в связи со свертыванием заказов бундесвера на G41 его производство было остановлено. Основной причиной этого стала высокая стоимость оружия. Лицензия на производство автомата была продана итальянской фирме Luigi Franchi.

## Конструкция
УСМ автомата позволяет вести огонь одиночными выстрелами, а также очередями (непрерывными и с отсечкой по 3 патрона). На G41 возможна установка штык-ножа, а некоторые модели снабжались подствольными гранатомётами. Имеется лёгкая складная рукоятка для переноски. Гнездо магазина теперь соответствует стандарту STANAG.

## Варианты
- HK G41 — базовая модель с фиксированным пластиковым прикладом, шагом нарезов ствола 178 мм.
- HK G41A1 — модель с жестко с фиксированным пластиковым прикладом и шагом нарезов ствола 305 мм.
- HK G41A2 — модель с выдвижным металлическим прикладом и шагом нарезов ствола 178 мм.
- HK G41A3 — модель с выдвижным металлическим прикладом и шагом нарезов ствола 305 мм.
- HK G41K — модель с выдвижным металлическим прикладом и укороченным до 380 мм стволом с шагом нарезов 178 мм.
- HK G41TGS (Tactical Group Support) — вариант с установленным 40-мм подствольным гранатометом HK79.
- LF G41 — итальянский вариант, выпускался по лицензии